# Stade de Suisse
Stade de Suisse (officiellt namn: Stade de Suisse Wankdorf Bern) är en sportanläggning i Bern i Schweiz. Här spelades matcher vid herrarnas Europamästerskap i fotboll 2008 och vid Europamästerskapet i fotboll för damer 2025.  Dess föregångare hette Wankdorfstadion efter stadsdelen Wankdorf och var bland annat finalarena under VM 1954.

## Historia
Fotbollslaget Young Boys spelade från 1924 på Berner Wankdorffeld. 1924 öppnades den första Wankdorfstadion med plats för 22 000 åskådare. Under 1930-talet byggdes stadion ut flera gånger. 1939 utökades kapaciteten till 42 000. Inför VM 1954 revs denna stadion och istället byggdes ett helt nytt Wankdorfstadion med plats för 64 000 åskådare. Fem VM-matcher spelade här däribland den klassiska finalen mellan Västtyskland och Ungern. I Tyskland är denna match känd som Das Wunder von Bern. 
2001 revs den föråldrade och nergångna Wankdorfstadion. En ny stadion med det nya namnet Stade de Suisse började byggas inför EM-slutspelet 2008 i Schweiz. Denna arena invigdes den 30 juli 2005. Det nya namnet kopplas samman med viljan att vara Schweiz nationalarena, men landslaget spelar långtifrån alla sina hemmalandskamper här. Dock kallas den i folkmun ofta fortfarande bara "Wankdorf".